# Rainbow City (Alabama)
Rainbow City é uma cidade localizada no estado americano de Alabama, no Condado de Etowah.

## Demografia
Segundo o censo americano de 2000, a sua população era de 8428 habitantes.
Em 2006, foi estimada uma população de 9000, um aumento de 572 (6.8%).

## Geografia
De acordo com o United States Census Bureau, a localidade tem uma área de 65,6 km², dos quais 65,1 km² cobertos por terra e 0,5 km² cobertos por água.

## Localidades na vizinhança
O diagrama seguinte representa as localidades num raio de 16 km ao redor de Rainbow City.